# Болгария на «Детском Евровидении»
Болгария на детском конкурсе песни Евровидение участвовала 7 раз. Дебютировала в 2007 году, но в 2009 году покинула конкурс, и вернулась в 2011 году, затем в 2012 году вновь покинула конкурс. В 2014 году Болгария снова вернулась.
Получила право вести у себя «Детское Евровидение» 2015, хотя победителем прошлого конкурса стала Италия и её представитель - Винченцо Кантьелло.

## Участники
Победитель
     Второе место
     Третье место
     Четвертое место
     Пятое место
     Последнее место
     Не участвовала или была дисквалифицирована
     Несостоявшееся участие
| 2007                              | Роттердам | Bon-Bon                                   | «Bonbolandiya» (Бонболандия)                   | «Земля сладостей» | Болгарский             | 7  | 86  |
| 2008                              | Лимасол   | Крастиана Крастева                        | «Edna Mechta» (Една мечта)                     | «Одна мечта»      | Болгарский             | 15 | 15  |
| Не участвовала с 2009 по 2010 год |           |                                           |                                                |                   |                        |    |     |
| 2011                              | Ереван    | Иван Иванов                               | «Superhero»                                    | «Супергерой»      | Болгарский             | 8  | 60  |
| Не участвовала с 2012 по 2013 год |           |                                           |                                                |                   |                        |    |     |
| 2014                              | Марса     | Крисия Тодорова, Хасан и Ибрагим Игнатовы | «Planet of the Children» (Планетата на децата) | «Планета детей»   | Болгарский             | 2  | 147 |
| 2015                              | София     | Габриела Йорданова и Иван Стоянов         | «Colour of Hope»                               | «Цвет надежды»    | Болгарский             | 9  | 62  |
| 2016                              | Валлетта  | Лидия Ганева                              | «Magical Day (Valsheben den)» (Вълшебен ден)   | «Волшебный день»  | Болгарский, английский | 9  | 161 |
| Не участвовала с 2017 по 2020 год |           |                                           |                                                |                   |                        |    |     |
| 2021                              | Париж     | Денислава и Мартин                        | «Voice of Love»                                | «Голос любви»     | Болгарский, английский | 16 | 77  |
| Не участвовала с 2022 по 2024 год |           |                                           |                                                |                   |                        |    |     |

### Фотогалерея

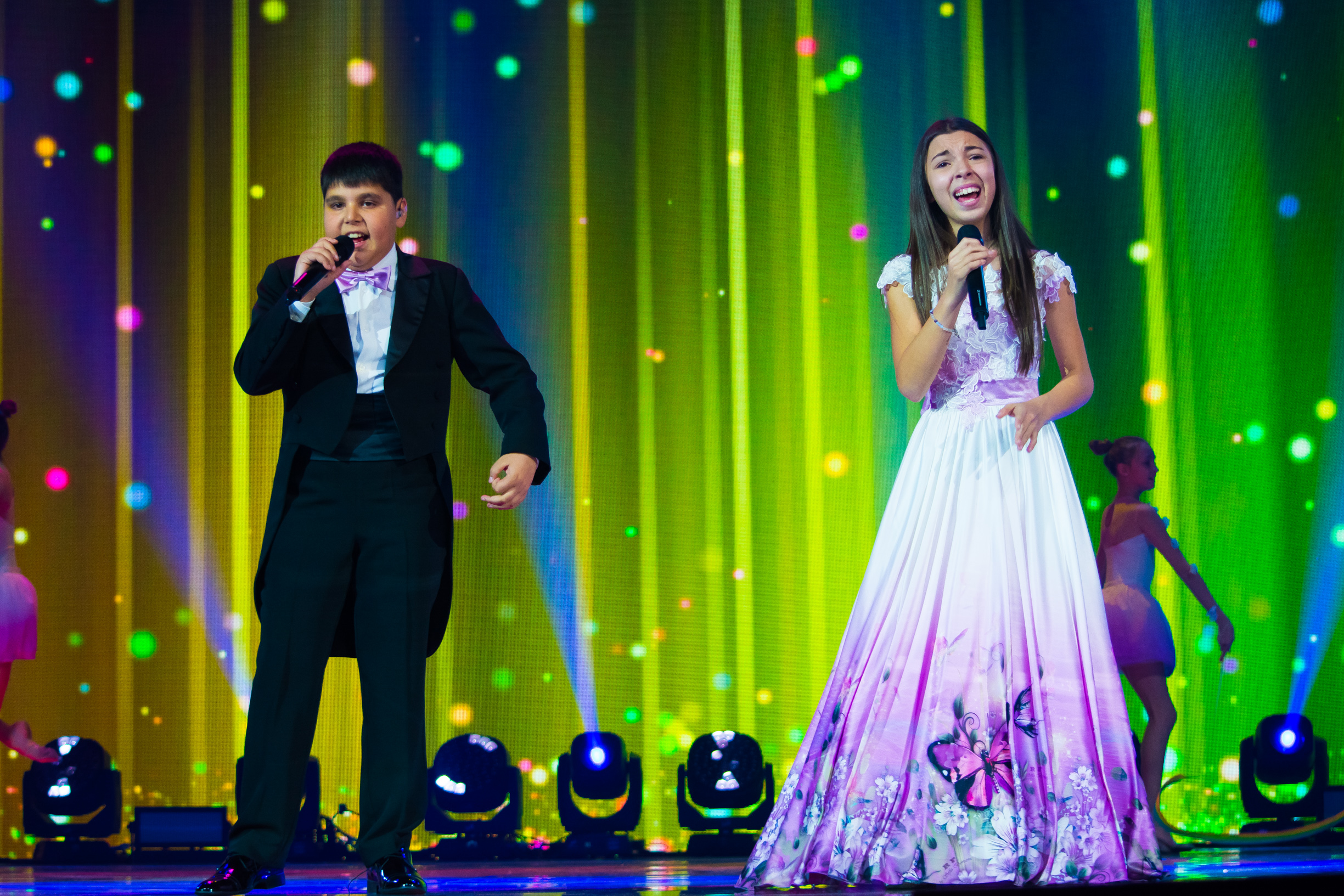
Габриела Йорданова и Иван Стоянов в Софии (2015)
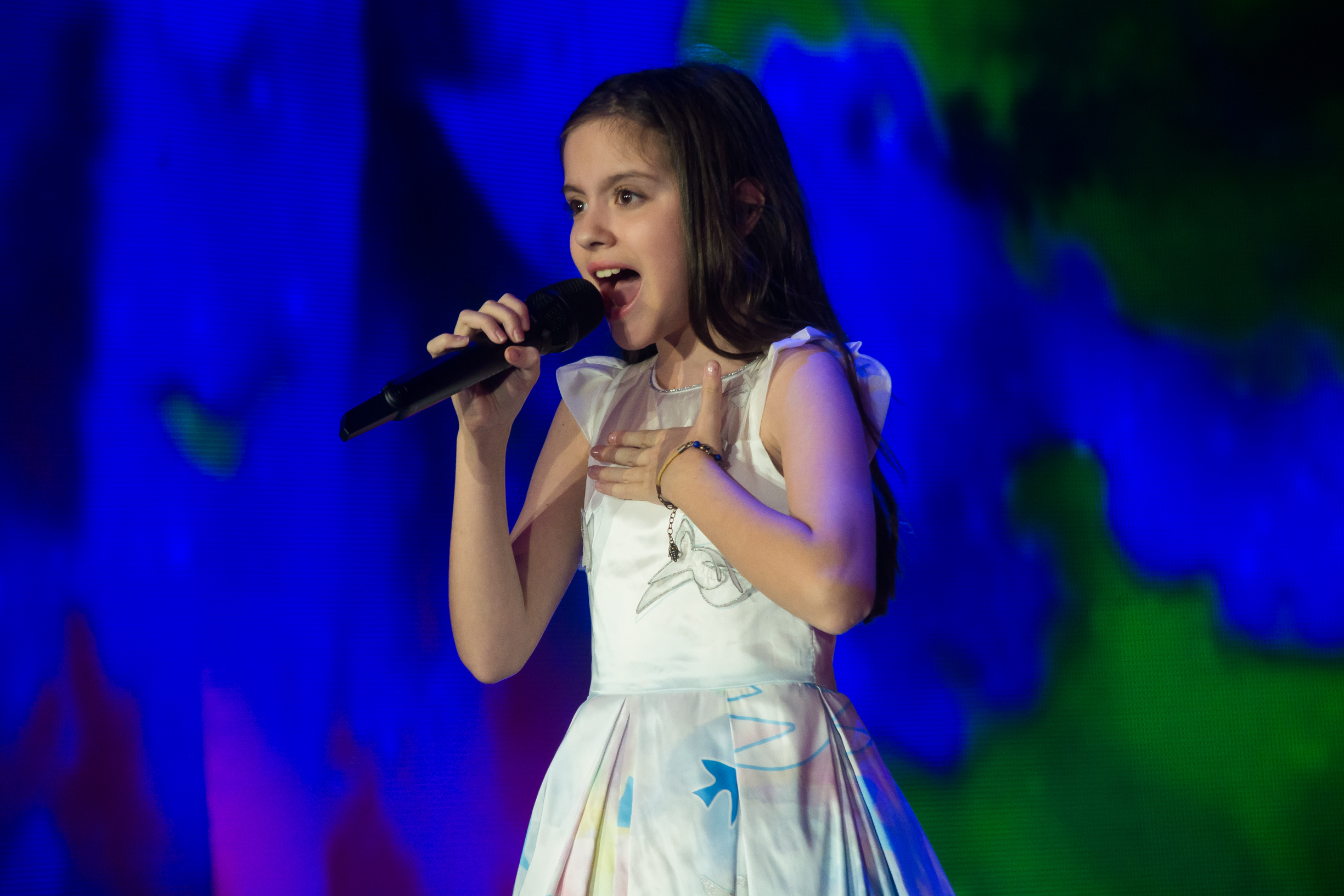
Лидия Ганева в Валетте (2016)

## Хозяин
| Год  | Город проведения | Место проведения | Ведущие                                                  |
| ---- | ---------------- | ---------------- | -------------------------------------------------------- |
| 2015 | София            | «Армеец»         | Поли Генова (участница "Евровидения" в 2011 и 2016 году) |